# Polyniphes
Polyniphes là một chi bướm ngày thuộc họ Lycaenidae.